# Mark Lawrenson
Mark Lawrenson, né le 2 juin 1957 à Penwortham (Angleterre), est un footballeur irlandais, qui évoluait au poste de défenseur à Liverpool et en équipe de la république d'Irlande.
Lawrenson a marqué cinq buts lors de ses trente-neuf sélections avec l'équipe de la république d'Irlande entre 1977 et 1987.

## Carrière
- 1974-1977 :  Preston North End
- 1977-1981 :  Brighton and Hove Albion
- 1981-1988 :  Liverpool
- 1988-1989 :  Barnet
- 1989 :  Tampa Bay Rowdies
- 1990-1991 :  Corby Town [1],[2]

## Palmarès

### En équipe nationale
- 39 sélections et 5 buts avec l'équipe de la république d'Irlande entre 1977 et 1987.

### Avec Liverpool
- Vainqueur de la Ligue des champions de l'UEFA en 1984
- Vainqueur du Championnat d'Angleterre de football en 1982, 1983, 1984, 1986 et 1988
- Vainqueur de la Coupe d'Angleterre de football en 1986
- Vainqueur de la Coupe de la ligue anglaise de football en 1982, 1983 et 1984

## Sources
- (en) Stephen McGarrigle, The Complete who's who of Irish international football : 1945-1996, Edimbourg, Mainstream Publishing, octobre 1996, 237 p. (ISBN 1-85158-894-9), p. 116-118